# Sociedade Científica Argentina

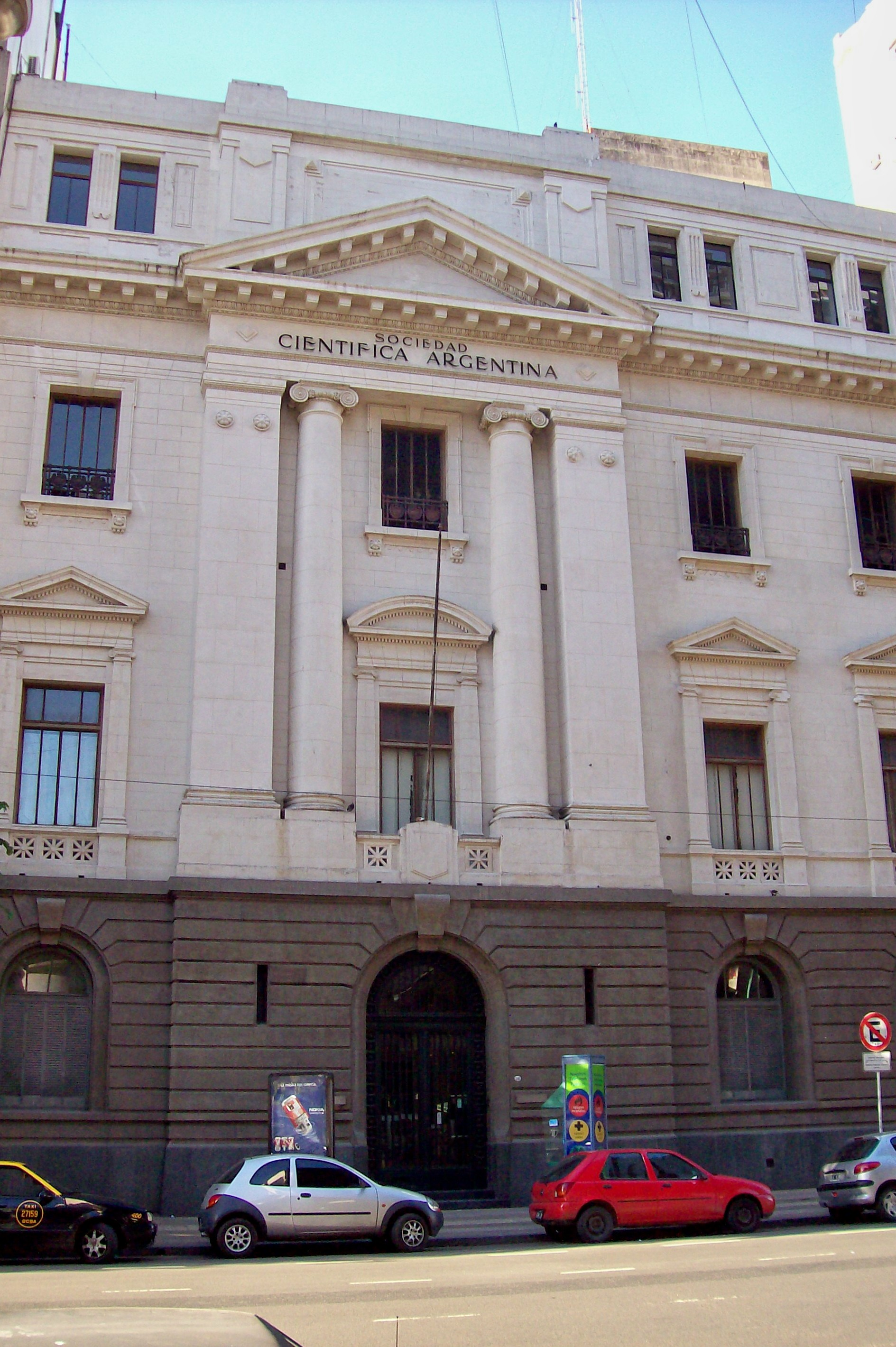
Sociedade Científica Argentina

A Sociedade Científica Argentina, criada em 1872, foi o primeiro esforço para coordenar o desenvolvimento científico na  Argentina e incluia estatutariamente todas as manifestações científicas e tecnológicas de seu momento. É um  centro totalizador da promoção e divulgação da melhor ciência na  Argentina e tem sido geradora de outras instituições científicas. Em seu quase um século e meio de vida se constituiu na instituição científica mais importante da Argentina pertencendo e atuando nela os homens mais relevantes da ciência nacional e internacional.
A sede da Sociedade Científica Argentina fica localizada na Av. Santa Fe, 1145, Buenos Aires.